# Försvarsbeslutet 1942
Försvarsbeslutet 1942 eller FB 42 (även kallad femårsplanen) var ett försvarsbeslut som fattades av Sveriges riksdag den 17 juni 1942 genom regeringens Kungl. Maj:ts proposition nr 210 år 1942. 

## Bakgrund
När andra världskriget bröt ut den 1 september 1939 stod Sveriges krigsmakt på samma bräckliga grund som efter 1925 års försvarsbeslut, genom en dåligt utrustad och samövad Krigsmakt, i praktiken stod man med ett neutralitetsförsvar istället för ett existensförsvar. Genom Sovjetunionens anfall på Finland (Finska vinterkriget), bildades en samlingsregering i Sverige, där Per Albin Hansson kvarstod som statsminister. Den nya regeringen tillsatte en ny försvarskommission, vilken lade fram ett förslag där man ville satsa på både kvalité och kvantitet. Den 17 juni 1942 klubbades beslutet igenom under stor samstämmighet. Kostnadsramen för Krigsmakten ökades till 755 miljoner per år, vilket var över 600 miljoner kronor per år mer än vad man hade ansett nödvändigt vid 1936 års försvarsbeslut. Detta motsvarade ungefär 4,6% av BNP.

## Centralt
En ny militärområdesindelning genomfördes, fältförbanden behöll benämningen arméfördelningar och skildes från den geografiska organisationen, där varje område fick benämningen militärområde (milo).
| Militärområde      | Stabsort                                    | Aktivt    | Kommentar                                               |
| ------------------ | ------------------------------------------- | --------- | ------------------------------------------------------- |
| I.militärområdet   | Kristianstad                                | 1942–1966 | Omorganiserades 1966 till Södra militärområdet          |
| II.militärområdet  | Östersund                                   | 1942–1966 | Omorganiserades 1966 till Nedre Norrlands militärområde |
| III.militärområdet | Skövde                                      | 1942–1966 | Omorganiserades 1966 till Västra militärområdet         |
| IV.militärområdet  | Stockholm (1942–1963) Strängnäs (1963–1966) | 1942–1966 | Omorganiserades 1966 till Östra militärområdet          |
| V.militärområdet   | Stockholm (1942) Karlstad (1942–1966)       | 1942–1966 | Omorganiserades 1966 till Bergslagens militärområde     |
| VI.militärområdet  | Boden                                       | 1942–1966 | Omorganiserades 1966 till Övre Norrlands militärområde  |
| VII.militärområdet | Visby                                       | 1942–1966 | Omorganiserades 1966 till Gotlands militärkommando      |

## Armén
För arméns del innebar beslutet att krigsorganisationen skulle utökas med två arméfördelningar och totalt omfattas av sex stycken. Utöver det tillkom tre stycken nya truppslag, Luftvärnet avskildes från artilleriet, pansartrupperna avskildes från infanteriet samt det helt nya truppslaget tygtrupperna. Infanteriet och artilleriet kom att åläggas att sätta upp ett dubbleringsregemente, vilka kom att organiseras som fältregemente. 

### Artilleriet
Dubbleringsförbanden erhöll det ordinarie regementets nummer plus 20, undantaget A 25 som mobiliserades från Svea artilleriregemente (A 1), Göta artilleriregemente (A 2) och Wendes artilleriregemente (A 3).
| Förbandskod | Förbandsnamn                   | Aktivt    | Kommentar                                                              |
| ----------- | ------------------------------ | --------- | ---------------------------------------------------------------------- |
| A 9         | Bergslagens artilleriregemente | 1943–2000 | Omorganiserades 2000 till Artilleriregementet                          |
| A 21        | ?                              | 1942–1961 | Dubbleringsregemente till A 1                                          |
| A 22        | ?                              | 1942–1961 | Dubbleringsregemente till A 2                                          |
| A 23        | ?                              | 1942–1961 | Dubbleringsregemente till A 3                                          |
| A 24        | ?                              | 1942–1961 | Dubbleringsregemente till A 4 Norrlands artilleriregemente i Östersund |
| A 25        | ?                              | 1942–1961 | Dubbleringsregemente till A 1, A 2 och A 3                             |

### Infanteriet
Dubbleringsförbanden erhöll det ordinarie regementets nummer plus 30. Hallands regementet (I 16) satte således upp ett dubbleringsregementet som fick beteckningen I 46. Samtliga regementen erhöll egna namn. Tex. Södra skånska infanteriregementets (I 7) dubbleringsregemente I 37 fick namnet Malmöhus regemente. Dessa kom senare att ersättas av brigader som tillkom genom 1948 års försvarsbeslut.
| Förbandskod | Dubbleringsregemente       | Aktivt    | Fältregemente                     | Förbandskod | Garnisonsort |
| ----------- | -------------------------- | --------- | --------------------------------- | ----------- | ------------ |
| I 31        | Stockholms infanterireg    | 1942–1949 | Svea livgarde                     | I 1         | Stockholm    |
| I 33        | Nerikes regemente          | 1942–1949 | Livregementets grenadjärer        | I 3         | Örebro       |
| I 34        | Östgöta infanteriregemente | 1942–1949 | Livgrenadjärregementet            | I 4         | Linköping    |
| I 35        | Härjedalens regemente      | 1942–1949 | Jämtlands fältjägarregemente      | I 5         | Östersund    |
| I 36        | Kristianstads regemente    | 1942–1949 | Norra skånska infanteriregementet | I 6         | Kristianstad |
| I 37        | Malmöhus regemente         | 1942–1949 | Södra skånska infanteriregementet | I 7         | Ystad        |
| I 38        | Roslagens regemente        | 1942–1949 | Upplands regemente                | I 8         | Uppsala      |
| I 41        | Blekinge regemente         | 1942–1949 | Kronobergs regemente              | I 11        | Växjö        |
| I 42        | Norra Smålands regemente   | 1942–1949 | Jönköpings-Kalmar regemente       | I 12        | Eksjö        |
| I 43        | Kopparbergs regemente      | 1942–1949 | Dalregementet                     | I 13        | Falun        |
| I 44        | Gästriklands regemente     | 1942–1949 | Hälsinge regemente                | I 14        | Gävle        |
| I 45        | Västgöta regemente         | 1942–1949 | Älvsborgs regemente               | I 15        | Borås        |
| I 46        | Varbergs regemente         | 1942–1949 | Hallands regemente                | I 16        | Halmstad     |
| I 47        | Göteborgs regemente        | 1942–1949 | Bohusläns regemente               | I 17        | Uddevalla    |
| I 50        | Lapplands regemente        | 1942–1949 | Västerbottens regemente           | I 20        | Umeå         |
| I 51        | Ångermanlands regemente    | 1942–1949 | Västernorrlands regemente         | I 21        | Sollefteå    |

### Luftvärnstrupperna
| Förbandskod | Förbandsnamn                  | Aktivt    | Kommentar              |
| ----------- | ----------------------------- | --------- | ---------------------- |
| Lv 1        | Karlsborgs luftvärnsregemente | 1920–1961 | Omnumrerat från A 9    |
| Lv 2        | Östgöta luftvärnsregemente    | 1938–1962 | Omnumrerat från A 10   |
| Lv 3        | Stockholms luftvärnsregemente | 1939–2000 | Omnumrerat från A 11   |
| Lv 4        | Skånska luftvärnskåren        | 1941–1997 | Omnumrerat från A 10M  |
| Lv 5        | Sundsvalls luftvärnskår       | 1940–1982 | Omnumrerat från A 10Su |
| Lv 6        | Göteborgs luftvärnskår        | 1942–     | Omnumrerat från A 9G   |
| Lv 7        | Norrlands luftvärnskår        | 1942–2000 | Omnumrerat från A 9L   |

### Pansartrupperna
| Förbandskod | Förbandsnamn                  | Aktivt    | Kommentar                   |
| ----------- | ----------------------------- | --------- | --------------------------- |
| P 1         | Göta pansarlivgarde           | 1943–1980 |                             |
| P 2         | Skånska pansarregementet      | 1942–2000 |                             |
| P 3         | Södermanlands pansarregemente | 1942–2005 | Omnumrerades 1957 till I 10 |
| P 4         | Skaraborgs pansarregemente    | 1942–     |                             |

### Signaltrupperna
| Förbandskod | Förbandsnamn                       | Aktivt    | Kommentar                                                           |
| ----------- | ---------------------------------- | --------- | ------------------------------------------------------------------- |
| S 1 B       | Signalregementets kompani i Boden  | 1942–1957 | Omorganiserades 1957 till Norrlands signalregemente (S 3)           |
| S 1 Sk      | Signalregementets kompani i Skövde | 1942–1958 | Omorganiserades 1958 till Göta signalregemente (S 2)                |
| S 1 K       | Signalregementet Kristianstad      | 1942–1950 | Endast mobiliseringsdepå t.o.m 1950                                 |
| SignS       | Arméns signalskola                 | 1942–1965 | Omorganiserades 1965 till Arméns stabs- och sambandsskola (StabSbS) |

### Tygtrupperna
| Beteckning | Namn                | Aktiv     | Garnisonsort            | Kommentar                                    |
| ---------- | ------------------- | --------- | ----------------------- | -------------------------------------------- |
| Tyg 1      | Första tygkompaniet | 1942–1949 | Stockholm och Linköping | Uppgick 1949 i Svea trängregemente (T 1)     |
| Tyg 2      | Andra tygkompaniet  | 1943–1949 | Skövde                  | Uppgick 1949 i Göta trängregemente (T 2)     |
| Tyg 3      | Tredje tygkompaniet | 1943–1949 | Hässleholm              | Uppgick 1949 i Skånska trängregementet (T 4) |

### Trängtrupperna
| Förbandskod | Förbandsnamn                  | Aktivt    | Kommentar |
| ----------- | ----------------------------- | --------- | --------- |
| T 2 N       | Göta trängkårs kompani i Nora | 1945-1952 |           |

## Flygvapnet
För flygvapnets del innebar beslutet att dess kostnadsram ökades från 11 miljoner till 28 miljoner kronor på år. Utöver det tillkom fem stycken nya flottiljer och flygvapnet räknades på totalt 16 flottiljer, fördelade på sex bomb-, sex jakt- och tre spaningsflottiljer samt en torpedflottilj. Taktiskt skedde en uppdelning i fyra eskadrar betjänade av fem flygbasområden. 1944 års riksdag beslutade om en sjunde jaktflottilj, den på F 18 i Tullinge söder om Stockholm.
| Förbandskod | Förbandsnamn                 | Aktivt    | Kommentar                                         |
| ----------- | ---------------------------- | --------- | ------------------------------------------------- |
| E 1         | Första flygeskadern          | 1942-1995 | Omorganiserades 1942 från Flygeskadern.           |
| E 2         | Andra flygeskadern           | 1942-1966 |                                                   |
| E 3         | Tredje flygeskadern          | 1942-1966 |                                                   |
| E 4         | Fjärde flygeskadern          | 1942-1966 |                                                   |
| F 5         | Flygkrigsskolan              | 1926-1998 | Omorganiseras 1942 till Krigsflygskolan.          |
| F 13        | Bråvalla flygflottilj        | 1942–1994 |                                                   |
| F 14        | Hallands flygflottilj        | 1944–1961 | Omorganiserades 1961 till Hallands flygkår        |
| F 15        | Hälsinge flygflottilj        | 1945–1998 |                                                   |
| F 16        | Upplands flygflottilj        | 1943–2005 |                                                   |
| F 17        | Blekinge flygflottilj        | 1944–     |                                                   |
| F 18        | Södertörns flygflottilj      | 1946–1976 |                                                   |
| F 20        | Flygkadettskolan             | 1944-2005 | Avskildes 1942 från Flygkrigsskolan i Ljungbyhed. |
| Flybo ÖN    | Övre Norrlands flygbasområde | 1942-1957 |                                                   |
| Flybo N     | Norra flygbasområdet         | 1943-1957 |                                                   |
| Flybo Ö     | Östra flygbasområdet         | 1942-1957 |                                                   |
| Flybo V     | Västra flygbasområdet        | 1943-1957 |                                                   |
| Flybo S     | Södra flygbasområdet         | 1943-1957 |                                                   |

## Marinen
För Marinens del blev dess organisation i stort oförändrad. Det man kom att satsa på var att modernisera och utöka befälskadrarna. Till skillnad mot armén blev marinens distrikt oförändrade, dock skulle marindistriktschefer emellertid tillsättas redan i fred. På Gotland blev militärbefälhavaren tillika chef för Gotlands marindistrikt. På den lägre regionala nivån utbyttes begreppet kustfästning mot kustartilleriförsvar. För kustartilleriförsvaren på fastlandet fastställdes vidare särskilda marina försvarsområden (Hemsö, Stockholms- ,Göteborgs skärgård, Blekinge), vilka underställdes vederbörande marindistriktschefer.
| Förbandskod | Förbandsnamn                   | Aktivt    | Kommentar                                               |
| ----------- | ------------------------------ | --------- | ------------------------------------------------------- |
| MDN         | Norrlandskustens marindistrikt | 1928-1957 |                                                         |
| MDO         | Ostkustens marindistrikt       | 1928–1957 |                                                         |
| MDG         | Gotlands marindistrikt         | 1928–1956 | Uppgick 1956 i Ostkustens marindistrikt                 |
| MDS         | Sydkustens marindistrikt       | 1928–1957 |                                                         |
| MDÖ         | Öresunds marindistrikt         | 1927–1951 | Omorganiserades 1951 till Malmö marina bevakningsområde |
| MDV         | Västkustens marindistrikt      | 1927–1957 |                                                         |

## Militärmusiken
För armémusikens del innebar beslutet att organisationen skulle utökas med två musikkårer och musikkårerna typ III utökas till typ II. Dubbleringsregementena erhöll ej egna musikkårer. Istället knöts de fredstida regementsmusikkårerna till Försvarsområdesstaberna (38 st) och armékårsstaberna (2 senare 3 st).  
Marinmusiken utökades med en musikkår i Göteborgs marindepå. 
Kustartilleriets musik ökades med en musikkår för Gotlands kustartillerikår. 
Flygvapnet hade inte haft någon yrkesmusikkår men skulle enligt propositionen få en egen organisation om 10 musikkårer. Instrumentanskaffningen omfattade 93 000 kronor. Flygets övningar under samma tid tid 980 000 kronor, vilket antyder den vikt Krigsmaktens ledning tillmätte "det klingande" som musikkårerna åstadkom. I riksdagsbeslutet fastställdes 8 musikkårer vid Flygvapnet. Några musikkårer upprättades aldrig vid F 10 och F 15.
Musikdirektören vid Kungl. Svea livgarde var tillika musikinspektör.  
|            | MUSIKKÅRER I 1942-ÅRS FÖRSVARSBESLUT |              |       |        |         |  |  |                                                              |                                                              |                                                              |                                                              |                                                              |                                                              |                                         |                                         |                                         |                                         |     |    |
|            |                                      |              |       |        |         |  |  |                                                              |                                                              |                                                              |                                                              |                                                              |                                                              |                                         |                                         |                                         |                                         |     |    |
|            |                                      |              | Typ I | Typ II | Typ III |  |  | Personalstyrkor                                              | Personalstyrkor                                              |                                                              |                                                              |                                                              |                                                              |                                         |                                         |                                         |                                         |     |    |
| NR         | Musikkår                             | Garnison     | 1+39  | 1+25   | 1+17    |  |  | Armémusiken                                                  | Armémusiken                                                  |                                                              |                                                              |                                                              |                                                              |                                         |                                         |                                         |                                         |     |    |
| I 1        | Svea livgarde                        | Järva        | x     |        |         |  |  |                                                              | Typ I                                                        | Typ II                                                       | Typ III                                                      |                                                              |                                                              |                                         |                                         |                                         |                                         |     |    |
| I 19       | Norrbottens reg                      | Boden        | x     |        |         |  |  |                                                              | 1+39                                                         | 1+25                                                         | 1+17                                                         |                                                              |                                                              |                                         |                                         |                                         |                                         |     |    |
| I 3        | Livregementets grenadjärer           | Örebro       |       | x      |         |  |  |                                                              |                                                              |                                                              |                                                              |                                                              |                                                              |                                         |                                         |                                         |                                         |     |    |
| I 4        | Livgrenadjärregementet               | Linköping    |       | x      |         |  |  | MDir                                                         | 1                                                            | 1                                                            | 1                                                            |                                                              |                                                              |                                         |                                         |                                         |                                         |     |    |
| I 5        | Jämtlands fältjägarregemente         | Östersund    |       | x      |         |  |  | MFj                                                          | 3                                                            | 2                                                            | 1                                                            |                                                              |                                                              |                                         |                                         |                                         |                                         |     |    |
| I 6        | Norra skånska infanteriregementet    | Kristianstad |       | x      |         |  |  | MSg                                                          | 7                                                            | 4                                                            | 3                                                            |                                                              |                                                              |                                         |                                         |                                         |                                         |     |    |
| I 7        | Södra skånska infanteriregementet    | Revingehed   |       | x      |         |  |  | MFu                                                          | 4                                                            | 4                                                            | 3                                                            |                                                              |                                                              |                                         |                                         |                                         |                                         |     |    |
| I 8        | Upplands regemente                   | Uppsala      |       | x      |         |  |  | MKorp                                                        | 4                                                            | 2                                                            | 1                                                            |                                                              |                                                              |                                         |                                         |                                         |                                         |     |    |
| I 9        | Skaraborgs regemente                 | Skövde       |       | x      |         |  |  | MVkorp                                                       | 14                                                           | 8                                                            | 5                                                            |                                                              |                                                              |                                         |                                         |                                         |                                         |     |    |
| I 10       | Södermanlands regemente              | Strängnäs    |       | x      |         |  |  | Elever                                                       | 7                                                            | 5                                                            | 4                                                            |                                                              |                                                              |                                         |                                         |                                         |                                         |     |    |
| I 11       | Kronobergs regemente                 | Växjö        |       | x      |         |  |  | Totalt                                                       | 40                                                           | 26                                                           | 18                                                           |                                                              |                                                              |                                         |                                         |                                         |                                         |     |    |
| I 12       | Jönköping-Kalmar regemente           | Eksjö        |       | x      |         |  |  |                                                              |                                                              |                                                              |                                                              |                                                              |                                                              |                                         |                                         |                                         |                                         |     |    |
| I 13       | Dalregementet                        | Falun        |       | x      |         |  |  |                                                              |                                                              |                                                              |                                                              |                                                              |                                                              |                                         |                                         |                                         |                                         |     |    |
| I 14       | Hälsinge regemente                   | Gävle        |       | x      |         |  |  |                                                              |                                                              |                                                              |                                                              |                                                              |                                                              |                                         |                                         |                                         |                                         |     |    |
| I 15       | Älvsborgs regemente                  | Borås        |       | x      |         |  |  | 1942 års försvarsbeslut:                                     | 1942 års försvarsbeslut:                                     | 1942 års försvarsbeslut:                                     |                                                              |                                                              |                                                              |                                         |                                         |                                         |                                         |     |    |
| I 16       | Hallands regemente                   | Halmstad     |       | x      |         |  |  | 2 nya musikkårer typ II (A9, Lv1)                            | 2 nya musikkårer typ II (A9, Lv1)                            | 2 nya musikkårer typ II (A9, Lv1)                            | 2 nya musikkårer typ II (A9, Lv1)                            |                                                              |                                                              |                                         |                                         |                                         |                                         |     |    |
| I 17       | Bohusläns regemente                  | Uddevalla    |       | x      |         |  |  | 6 musikkår typ III ökas till typ II K1, K2, A2, A6, Lv1, T4) | 6 musikkår typ III ökas till typ II K1, K2, A2, A6, Lv1, T4) | 6 musikkår typ III ökas till typ II K1, K2, A2, A6, Lv1, T4) | 6 musikkår typ III ökas till typ II K1, K2, A2, A6, Lv1, T4) | 6 musikkår typ III ökas till typ II K1, K2, A2, A6, Lv1, T4) | 6 musikkår typ III ökas till typ II K1, K2, A2, A6, Lv1, T4) |                                         |                                         |                                         |                                         |     |    |
| I 18       | Gotlands infanteriregemente          | Visby        |       | x      |         |  |  | Nyrekrytering totalt 100 musiker i armémusiken               | Nyrekrytering totalt 100 musiker i armémusiken               | Nyrekrytering totalt 100 musiker i armémusiken               | Nyrekrytering totalt 100 musiker i armémusiken               | Nyrekrytering totalt 100 musiker i armémusiken               |                                                              |                                         |                                         |                                         |                                         |     |    |
| I 20       | Västerbottens regemente              | Umeå         |       | x      |         |  |  |                                                              |                                                              |                                                              |                                                              |                                                              |                                                              |                                         |                                         |                                         |                                         |     |    |
| K 1        | Livregementet till häst              | Stockholm    |       | x      |         |  |  | Marinmusiken                                                 | Marinmusiken                                                 |                                                              |                                                              |                                                              |                                                              |                                         |                                         |                                         |                                         |     |    |
| K 2        | Skånska kavalleriregementet          | Helsingborg  |       | x      |         |  |  | Flottan                                                      |                                                              |                                                              |                                                              |                                                              |                                                              |                                         |                                         |                                         |                                         |     |    |
| A 2        | Göta artilleriregemente              | Göteborg     |       | x      |         |  |  |                                                              |                                                              |                                                              |                                                              |                                                              |                                                              |                                         |                                         |                                         |                                         |     |    |
| A 6        | Smålands artilleriregemente          | Jönköping    |       | x      |         |  |  |                                                              | Örlbas O                                                     | Örlbas S                                                     | Gbg                                                          |                                                              |                                                              |                                         |                                         |                                         |                                         |     |    |
| A 9 (Lv 1) | Karlsborgs luftvärnsregemente        | Karlsborg    |       | x      |         |  |  | Mdir                                                         | 1                                                            | 1                                                            | 1                                                            |                                                              |                                                              |                                         |                                         |                                         |                                         |     |    |
| T 4        | Skånska trängkåren                   | Hässleholm   |       | x      |         |  |  | Uoff/Flaggkorpr                                              | 10                                                           | 10                                                           | 5                                                            |                                                              |                                                              |                                         |                                         |                                         |                                         |     |    |
| A 9        | Bergslagens artilleriregemente (Ny)  | Kristinehamn |       | x      |         |  |  | Ubef                                                         | 24                                                           | 24                                                           | 9                                                            |                                                              |                                                              |                                         |                                         |                                         |                                         |     |    |
| Lv 4       | Skånska luftvärnskåren (Ny)          | Ystad        |       | x      |         |  |  | Elever                                                       | 10                                                           | 10                                                           | 5                                                            | 25                                                           |                                                              |                                         |                                         |                                         |                                         |     |    |
|            |                                      |              |       |        |         |  |  | Totalt                                                       | 45                                                           | 45                                                           | 20                                                           |                                                              |                                                              |                                         |                                         |                                         |                                         |     |    |
| Örlbas O   | Örlogsbas Ost                        | Stockholm    | x     |        |         |  |  |                                                              |                                                              |                                                              |                                                              |                                                              |                                                              |                                         |                                         |                                         |                                         |     |    |
| Örlbas S   | Örlogsbas Syd                        | Karlskrona   | x     |        |         |  |  | Kustartilleriet                                              | Kustartilleriet                                              |                                                              |                                                              |                                                              |                                                              |                                         |                                         |                                         |                                         |     |    |
| Gbg depå   | Göteborgs marindepå (Ny)             | Göteborg     |       |        | x (+)   |  |  |                                                              | KA 1                                                         | KA 2                                                         | KA 3                                                         |                                                              |                                                              |                                         |                                         |                                         |                                         |     |    |
|            |                                      |              |       |        |         |  |  | Mdir                                                         | 1                                                            | 1                                                            | 1                                                            |                                                              |                                                              |                                         |                                         |                                         |                                         |     |    |
| KA 1       | Vaxholms kustartilleriregemente      | Vaxholm      |       | x      |         |  |  | Flagguoff                                                    | 2                                                            | 2                                                            | 2                                                            |                                                              |                                                              |                                         |                                         |                                         |                                         |     |    |
| KA 2       | Karlskrona kustartilleriregemente    | Karlskrona   |       |        | x (+)   |  |  | Uoff 2.gr                                                    | 4                                                            | 3                                                            | 3                                                            |                                                              |                                                              |                                         |                                         |                                         |                                         |     |    |
| KA 3       | Gotlands kustartillerikår (Ny)       | Visby        |       |        | x (+)   |  |  | Furirer                                                      | 4                                                            | 3                                                            | 3                                                            |                                                              |                                                              |                                         |                                         |                                         |                                         |     |    |
|            |                                      |              |       |        |         |  |  | Korpraler                                                    | 2                                                            | 1                                                            | 1                                                            |                                                              |                                                              |                                         |                                         |                                         |                                         |     |    |
|            |                                      |              |       |        |         |  |  | Meniga                                                       | 8                                                            | 5                                                            | 5                                                            |                                                              |                                                              |                                         |                                         |                                         |                                         |     |    |
|            | Samtliga Fv-musikkårer nyorg         |              |       |        |         |  |  | Elever                                                       | 5                                                            | 5                                                            | 5                                                            | 15                                                           |                                                              |                                         |                                         |                                         |                                         |     |    |
| F 1        | Västmanlands flygflottilj            | Västerås     |       |        | x (+)   |  |  | Totalt                                                       | 26                                                           | 20                                                           | 20                                                           |                                                              |                                                              |                                         |                                         |                                         |                                         |     |    |
| F 5        | Krigsflygskolan                      | Ljungbyhed   |       |        | x (+)   |  |  |                                                              |                                                              |                                                              |                                                              |                                                              |                                                              |                                         |                                         |                                         |                                         |     |    |
| F 7        | Skaraborgs flygflottilj              | Såtenäs      |       |        | x (+)   |  |  |                                                              |                                                              |                                                              |                                                              |                                                              |                                                              |                                         |                                         |                                         |                                         |     |    |
| F 8        | Svea flygflottilj                    | Barkarby     |       | x      |         |  |  | Flygvapenmusiken                                             | Flygvapenmusiken                                             | Flygvapenmusiken                                             |                                                              |                                                              |                                                              |                                         |                                         |                                         |                                         |     |    |
| F 10       | Skånska flygflottiljen               | Ängelholm    |       |        | x (+)   |  |  |                                                              |                                                              |                                                              |                                                              |                                                              |                                                              |                                         |                                         |                                         |                                         |     |    |
| F 11       | Södermanlands flygflottilj           | Nyköping     |       |        | x (+)   |  |  |                                                              | F1                                                           | F5                                                           | F7                                                           | F8                                                           | F10                                                          | F11                                     | F12                                     | F13                                     | F15                                     | F17 |    |
| F 12       | Kalmar flygflottilj                  | Kalmar       |       |        | x (+)   |  |  | MDir                                                         | 1                                                            | 1                                                            | 1                                                            | 1                                                            | 1                                                            | 1                                       | 1                                       | 1                                       | 1                                       | 1   |    |
| F 13       | Bråvalla flygflottilj                | Norrköping   |       |        | x (+)   |  |  | MFj                                                          | 2                                                            | 2                                                            | 2                                                            | 2                                                            | 2                                                            | 2                                       | 2                                       | 2                                       | 2                                       | 2   |    |
| F 15       | Hälsinge flygflottilj                | Söderhamn    |       |        | x (+)   |  |  | MSg                                                          | 3                                                            | 3                                                            | 3                                                            | 4                                                            | 3                                                            | 3                                       | 3                                       | 3                                       | 3                                       | 3   |    |
| F 17       | Blekinge flygflottilj                | Ronneby      |       |        | x (+)   |  |  | MFu                                                          | 4                                                            | 4                                                            | 4                                                            | 4                                                            | 4                                                            | 4                                       | 4                                       | 4                                       | 4                                       | 4   |    |
|            |                                      |              |       |        |         |  |  | MKorp                                                        | 2                                                            | 2                                                            | 2                                                            | 2                                                            | 2                                                            | 2                                       | 2                                       | 2                                       | 2                                       | 2   |    |
|            |                                      |              |       |        |         |  |  | MVkorp                                                       | 4                                                            | 4                                                            | 4                                                            | 8                                                            | 4                                                            | 4                                       | 4                                       | 4                                       | 4                                       | 4   |    |
|            |                                      |              |       |        |         |  |  | Elever                                                       | 4                                                            | 4                                                            | 4                                                            | 5                                                            | 4                                                            | 4                                       | 4                                       | 4                                       | 4                                       | 4   | 41 |
|            |                                      |              |       |        |         |  |  | Totalt                                                       | 20                                                           | 20                                                           | 20                                                           | 26                                                           | 20                                                           | 20                                      | 20                                      | 20                                      | 20                                      | 20  |    |
|            |                                      |              |       |        |         |  |  |                                                              |                                                              |                                                              |                                                              |                                                              |                                                              |                                         |                                         |                                         |                                         |     |    |
|            |                                      |              |       |        |         |  |  |                                                              |                                                              |                                                              |                                                              |                                                              |                                                              |                                         |                                         |                                         |                                         |     |    |
|            |                                      |              |       |        |         |  |  |                                                              |                                                              |                                                              |                                                              |                                                              |                                                              |                                         |                                         |                                         |                                         |     |    |
|            |                                      |              |       |        |         |  |  | Elever                                                       |                                                              |                                                              |                                                              |                                                              | Elever avlönades med samma lön som vpl.                      | Elever avlönades med samma lön som vpl. | Elever avlönades med samma lön som vpl. | Elever avlönades med samma lön som vpl. | Elever avlönades med samma lön som vpl. |     |    |
|            |                                      |              |       |        |         |  |  | Armén                                                        | Flottan                                                      | KA                                                           | FV                                                           | Totalt                                                       |                                                              |                                         |                                         |                                         |                                         |     |    |
|            |                                      |              |       |        |         |  |  | 139                                                          | 25                                                           | 15                                                           | 41                                                           | 220                                                          |                                                              |                                         |                                         |                                         |                                         |     |    |
|            |                                      |              |       |        |         |  |  |                                                              |                                                              |                                                              |                                                              |                                                              |                                                              |                                         |                                         |                                         |                                         |     |    |